# 雷茨湖
53°14′30″N 12°53′13″E / 53.24167°N 12.88694°E

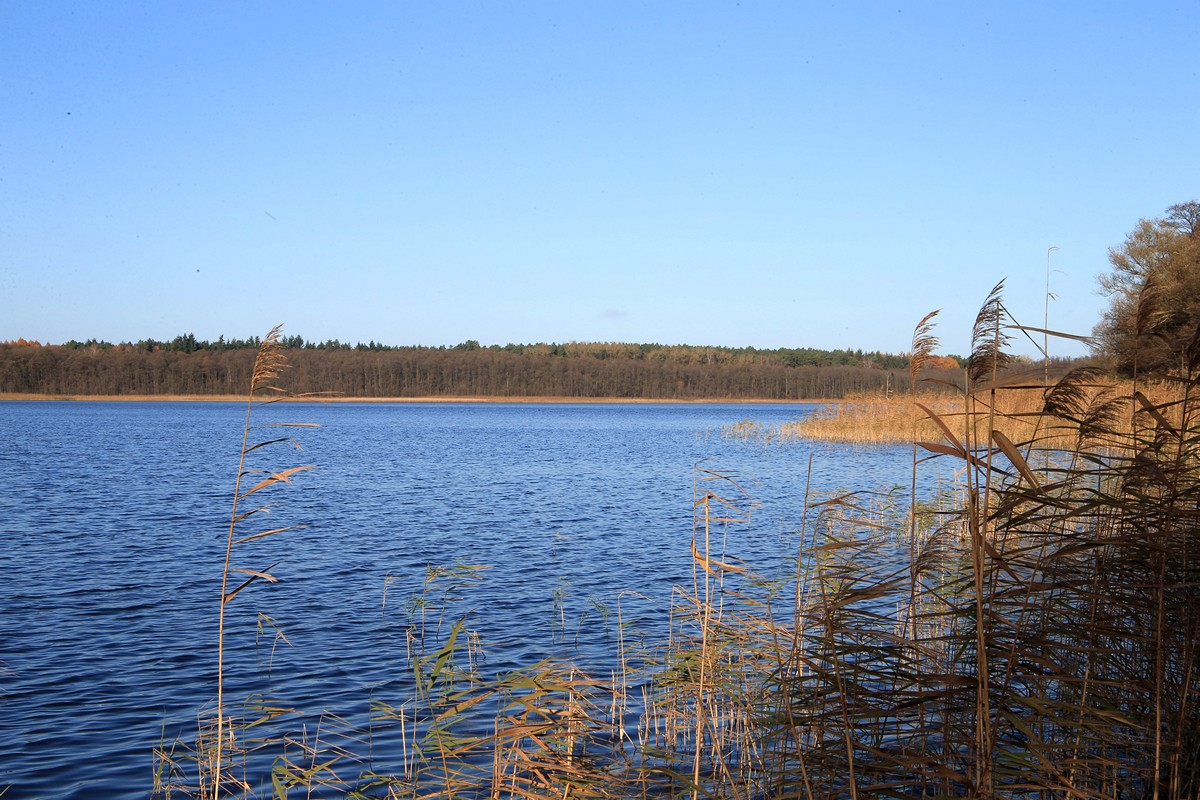

雷茨湖（德語：Rätzsee），是德國的湖泊，位於該國東北部梅克倫堡-前波美拉尼亞州，由梅克倫堡湖區郡負責管轄，長5.5公里、寬0.8公里，面積2.9平方公里，海拔高度58米，最大水深20米。